# ミドリガ池
ミドリガ池（ミドリガいけ）は、富山県中新川郡立山町にある池。平仮名でみどりが池とも表記される。

## 概要
立山室堂の周辺にある火口湖群の中の1つ。ミクリガ池に比べ、面積も小さく、水深も浅いが、透明度が非常に高い。池の周辺には高山植物や湿生植物が見られる。周囲にはミクリガ池以外にもリンドウ池や血の池などの火口湖が点在する。

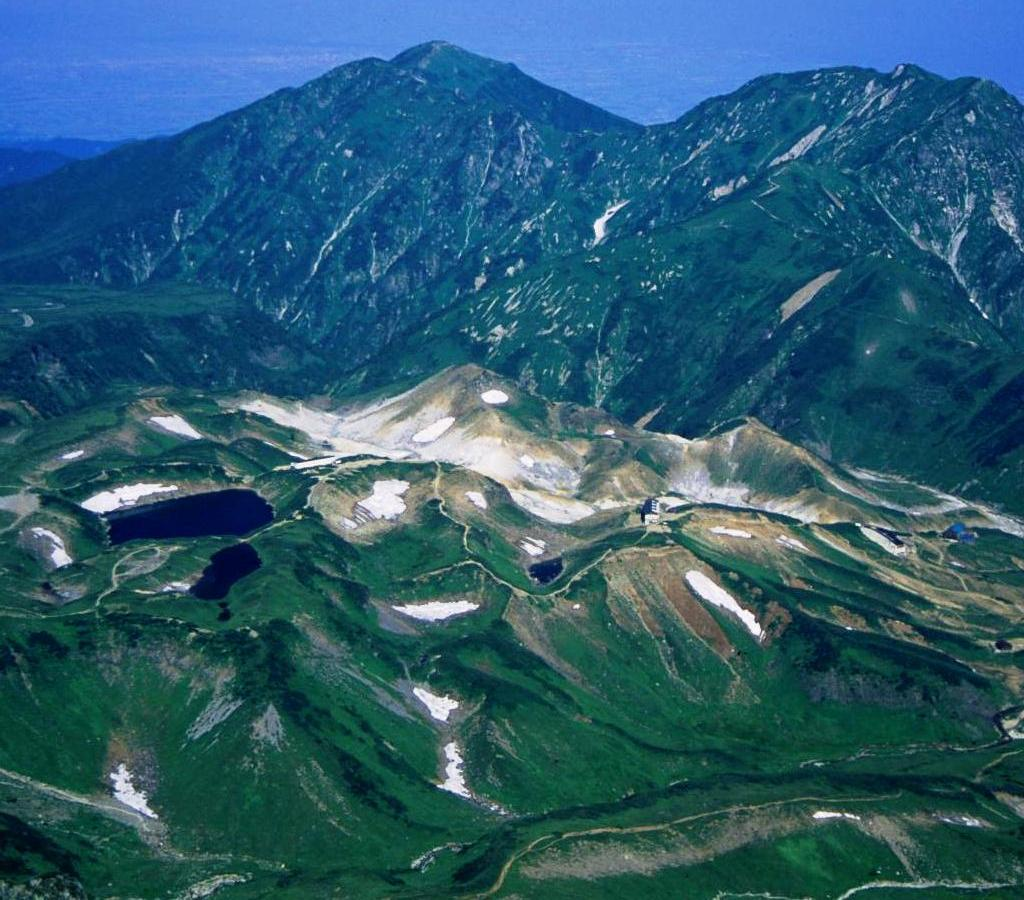
立山から望むミクリガ池（左中央）、その下部にミドリガ池、中央にリンドウ池
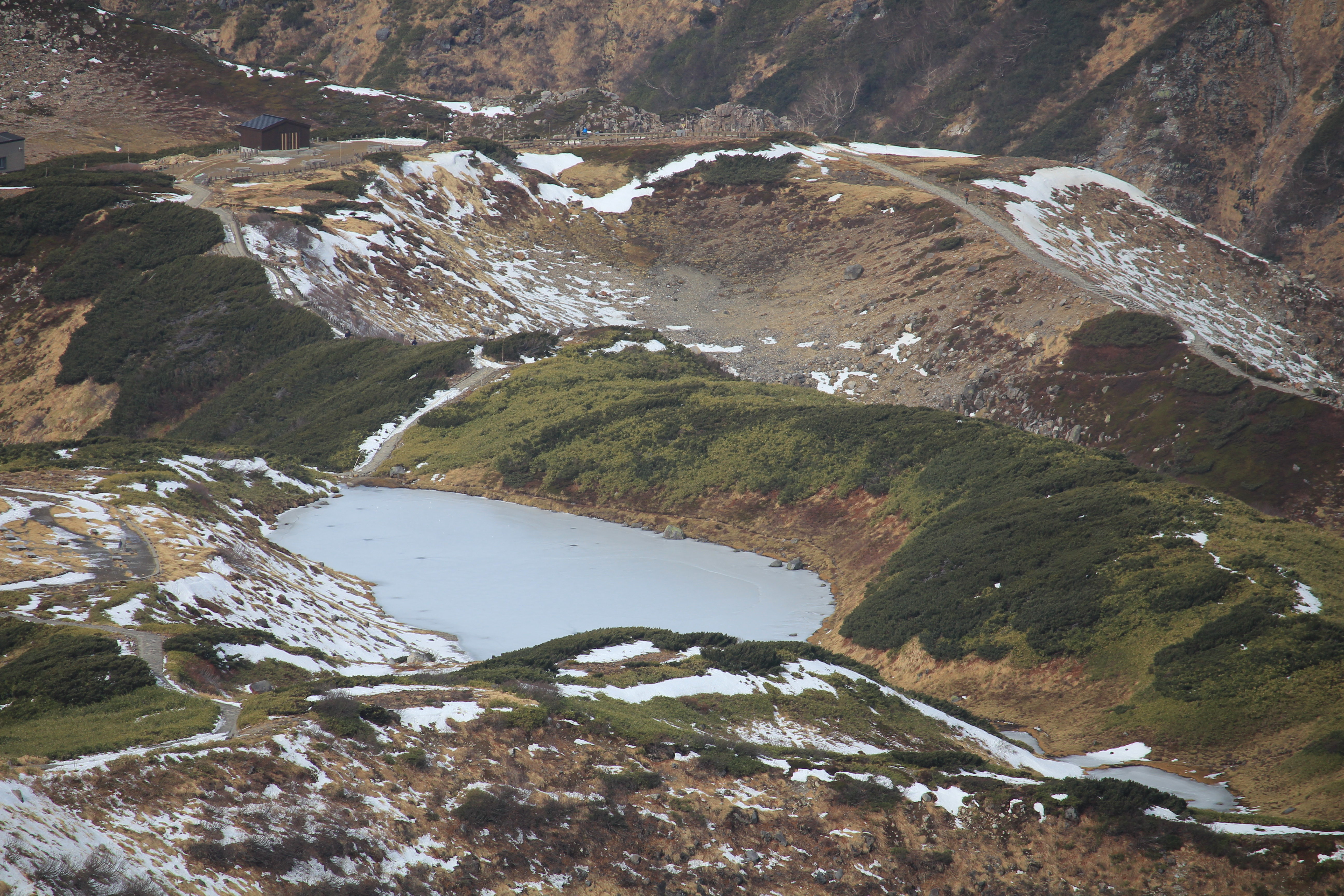
凍ったミドリガ池

## 名称の由来
名称の由来については諸説あり、修行者が池の水で身を清めたことから「水取りが池」、深い緑色をした湖水から「緑池」「碧池」などが名称の由来と言われている。

## 伝説
この池の水で、修行者達が墨を摺っていたという伝説が伝えられている。